# Rožnov pod Radhoštěm
Rožnov pod Radhoštěm é uma cidade checa localizada na região de Zlín, distrito de Vsetín.